# موريتانيا في الألعاب الأولمبية
موريتانيا في الألعاب الأولمبية الألعاب الأولمبية هي من أهم الأحداث الرياضية في موريتانيا، تقوم اللجنة الأولمبية الموريتانية بالإشراف في شؤون مشاركة موريتانيا في الألعاب الأولمبية، شاركت موريتانيا أول مرة في الألعاب الأولمبية في دورة 1984 في لوس أنجلوس في الولايات المتحدة، لم تفز موريتانيا بأي ميدالية حتى الآن في الألعاب الأولمبية.